# Rajiv Surendra
Rajiv Surendra (Toronto, 1985 o 1986) es un actor, artista, creador de contenido y escritor canadiense. Es conocido por haber interpretado al estudiante Kevin Gnapoor en la película de comedia adolescente Mean Girls (2004), y por su libro de memorias de 2016, The Elephants in My Backyard, en el cual narra su intento de ganar el papel principal en la película de Life of Pi (2012).

## Primeros años
Sus padres emigraron a Canadá desde Sri Lanka. Creció en Toronto, en un barrio cercano al Zoológico de Toronto. Asistió a Wexford Collegiate School for the Arts como estudiante e intérprete de teatro musical, de donde se graduó en 2003.

## Carrera

### Actuación
Entre otros papeles, Surendra interpretó a Chuck Singh en la tercera temporada de la comedia System Crash (2000) de YTV, y al matemático Kevin Gnapoor en la película de comedia Mean Girls de 2004. Después de perder en el casting por el papel principal en la película Life of Pi de 2012, decidió abandonar la actuación. Comenzó a revaluar su vida después de esa decepción laboral y dijo: «Me tomó un año superar lo sucedido». Posteriormente, trabajó como au pair en Múnich, Alemania. El 3 de octubre de 2020, apareció en un video de Instagram titulado Mean Girls Reunion, junto a varios miembros del reparto original, con la finalidad de animar a la gente a votar en las entonces elecciones presidenciales de Estados Unidos.
En noviembre de 2023, retomó su papel como Kevin Gnapoor en un comercial de Walmart durante la temporada de Black Friday, que se basó en la temática de Mean Girls. En dicho comercial colaboró junto a sus coprotagonistas originales en la cinta, Lindsay Lohan, Lacey Chabert, Amanda Seyfried, y Daniel Franzese. En él, se muestra que Kevin ahora es un padre orgulloso, mientras el elenco original regresa a los pasillos de North Shore High School, donde un nuevo grupo de It Girls gobierna la escuela.

### Escritura
En 2016, Surendra publicó el libro The Elephants in My Backyard, una memoria de su intento fallido al tratar de conseguir el papel principal en la película Life of Pi de 2012. Leyó Life of Pi por primera vez en 2004, mientras se encontraba en el set de Mean Girls, notando varios paralelismos entre su propia vida y la del personaje principal de la novela, Piscine Molitor «Pi» Patel, incluido el hecho de que el propio Surendra creció en una casa adyacente al Zoológico de Toronto.Para prepararse para el papel, Surendra abandonó temporalmente sus estudios en la Universidad de Toronto y viajó a Pondicherry, India, con el objetivo de aprender el dialecto específico del personaje. Al regresar a Canadá y reingresar a la escuela, Surendra aprendió a nadar. Si bien se reunió con el director de casting para la película, Surendra no fue seleccionado para interpretar al personaje. En una entrevista con GQ, dijo: «El proyecto siguió retrasándose. Tres meses se transformaron en un año y se convirtieron en cuatro años. En realidad, fueron seis años debido a ese año libre. Life of Pi estuvo asignada a cuatro directores diferentes a lo largo de los años. Así que cada vez que [se incorporaba] un nuevo director, iba a la biblioteca y sacaba todas las películas que habían hecho e investigaba sus carreras. Trabajé muy, muy duro para intentar conseguir este papel. Al final, se lo dieron a otra persona.»
Reflexionó sobre estas experiencias en The Elephants in My Backyard. El libro fue incluido en la lista de 2017 de Canada Reads, y el mismo año, Surendra fue nominado al premio Kobo al escritor emergente.

### Bellas artes y manualidades
En 2010, Surendra fundó Letters in Ink, un servicio de diseño gráfico y caligrafía personalizado con sede en Manhattan. Haciendo uso de pluma, tinta y tiza, su principal labor es la creación de arte y marcas para restaurantes y otros negocios.
Mientras trabajaba en Black Creek Pioneer Village en Toronto cuando era adolescente, Surendra desarrolló un interés por la artesanía tradicional y las antigüedades. Como resultado, practica una serie de artes y oficios tradicionales, incluida la escritura de cartas, la caligrafía, la encuadernación, y la pintura. Es aprendiz de alfarero bajo la enseñanza de Guy Wolff, radicado en Connecticut, cuyos trabajos aparecieron en la revista Martha Stewart Living.
En 2020, creó una serie en YouTube de dos videos sobre el arte de escribir cartas para la Biblioteca y Museo Morgan. En 2021, apareció en una serie de videos publicados en el canal de YouTube de HGTV, mostrando su colección personal de objetos hechos a mano, arte con tiza, encuadernación, y marmoleado de papel. Con base en sus intereses, creó videos instructivos, como lo fueron los de «una guía para principiantes sobre el arte con tiza», y «cómo ser un buen anfitrión», que finalmente acumularon más de ocho millones de visitas y lo animaron a crear su propio canal.
En 2022, inició un canal de YouTube homónimo. Su canal comenzó con una recaudación de fondos en GoFundMe, creada tras el éxito de sus videos colaborativos con HGTV, como una forma de seguir compartiendo sus pasiones e intereses. Los videos de su canal se presentan en gran medida como tutoriales, muchos de ellos sobre cocina, antigüedades y artesanías.

## Vida personal
Surendra se declaró abiertamente gay en 2016. Desde febrero de 2023, vive en la ciudad de Nueva York.

## Filmografía

### Cine
| Año  | Título             | Papel         | Notas                                                |
| ---- | ------------------ | ------------- | ---------------------------------------------------- |
| 2003 | Fast Food High     | Max           |                                                      |
| 2004 | Mean Girls         | Kevin Gnapoor | También interpretando la canción: «The Mathlete Rap» |
| 2005 | 6 ft. in 7 min.    | Rajeev        | Cortometraje                                         |
| 2020 | Mean Girls Reunion | Él mismo      | Video en Instagram                                   |

### Televisión
| Año  | Título            | Papel           | Notas                         |
| ---- | ----------------- | --------------- | ----------------------------- |
| 2000 | System Crash      | Chuck Singh     | 13 episodios                  |
| 2003 | Radio Free Roscoe | Barney Oscarson | Episodio: «Political in Pink» |

### Comerciales
| Año  | Título                     | Marca   | Papel         |
| ---- | -------------------------- | ------- | ------------- |
| 2023 | Walmart Black Friday deals | Walmart | Kevin Gnapoor |